# Objectivisme (littérature)
Pour les articles homonymes, voir Objectivisme.
L'objectivisme désigne un courant littéraire de la recherche poétique contemporaine. Le mouvement est lancé en 1931 à New York par William Carlos Williams et Louis Zukofsky, rejoints ensuite par George Oppen, Charles Reznikoff, Carl Rakosi, Basil Bunting.

## Fondation
En 1928, William Carlos Williams et Louis Zukofsky font connaissance, par l'intermédiaire d'Ezra Pound. Williams est alors âgé de 45 ans, et Zukofsky de 24, si bien que le premier fait office de mentor pour le second. Tous les deux cherchent à sortir des impasses de l'imagisme, mouvement fondé en 1910 à Londres autour d'Ezra Pound. Ils échangent un grand nombre de lettres durant les trois années qui suivent, dans lesquelles ils font un lent travail d'élaboration esthétique. En 1931, au mois de janvier, Harriet Monroe publie un numéro de la revue Poetry confié à Louis Zukofsky, intitulé : « Numéro Objectiviste ». On y trouve : quatre poèmes de Carl Rakosi, le fameux A de Zukofsky, « Fortuno Carracioli » de Robert McAlmon, six poèmes de Charles Reznikoff, The Sphinx de Richard Johns, dédié à Williams, et The Botticellian Trees de ce même Williams. Il s'achève sur un texte de Zukofsky intitulé « Programme : "Objectivistes" 1931 ».

## Principes esthétiques
Le terme objectiviste, a été revendiqué, une des premières fois, par Charles Reznikoff, William Carlos Williams, George Oppen, Carl Rakosi et Louis Zukofsky pour désigner leur groupe. Leur travail se fondait sur une forme d'effacement du poète derrière des créations devant donner accès objectivement au réel. Testimony - The United States 1885-1890 publié en 1965 par Charles Reznikoff est l'un des exemples majeurs de l'objectivisme littéraire.
De même, un des textes les plus connus de Gertrude Stein, The making of Americans, rencontre cette démarche qui est, comme l'explique Judy Grahn, an objective voice. Georges Hugnet écrit à ce propos :

« Gertrude Stein fabrique des Américains comme chez Ford. Elle met un cheveu sur le tapis roulant de son usine et il en sort un Américain. Elle expose chaque rouage, chaque écrou. Elle explique leurs origines, leurs voyages, leur acclimatation, le changement de leurs mœurs, de leur caractère et même de leur nom, leurs tribulations, leurs croisements et comment ce peuple fabriqué de tous les peuples parvint en soixante ans à se former une tradition puissante et parvint si vite à se forger une si forte individualité, un tempérament tel qu’on ne peut pas ne pas reconnaître un Américain. »

Si on considère ce qu'énonce Charles Reznikoff, dans un entretien avec Auxeméry datant de 1977, l'objectivisme poétique se développe en effaçant tout rapport au jugement subjectif de l'écrivain. En ce sens cette poésie, américaine en ses origines, se démarque totalement du lyrisme par lequel l'auteur incarnait son jugement dans son texte. Le travail objectiviste interroge les rapports entre les énoncés et vient les déplacer, les agencer, les questionner afin de mettre en lumière des liens qui sont inapparents. Mais ces liaisons sont à distinguer du travail de métaphore qui est une intensification imagée d'une relation réelle, tandis que l'objectivisme est le dévoilement dans le réel objectif de liaisons inaperçues ou bien cachées volontairement. Les recherches objectivistes interrogent donc beaucoup la formation symbolique du réel.

## Influence
En France, une perméabilité à l'objectivisme poétique américain s'est développée notamment sous l'influence des recherches issues des années 1980, avec les travaux de Denis Roche et son Dépôt des savoirs et de techniques ou bien d'Emmanuel Hocquard. Ou encore dans des recherches ouvertes autour de Francis Ponge, comme peut l'indiquer en entretien Jean-Marie Gleize.
La question de l'agencement de matériaux extérieurs à la poésie, dans une forme de souci du langage, au cours des années 1990 est devenu une recherche commune à beaucoup de démarches : que cela soit dans la Revue de Littérature générale (1994-1995) développée par Olivier Cadiot et Pierre Alferi ou que cela soit avec des auteurs qui travaillent sur les énoncés issus des dimensions para-littéraires. C'est pour cela que Jean-Michel Espitallier peut écrire que « leur influence sera considérable en France ».